# Textrix pinicola
Textrix pinicola là một loài nhện trong họ Agelenidae.
Loài này thuộc chi Textrix. Textrix pinicola được Eugène Simon miêu tả năm 1875.